# Ситниково (Алтайский край)
Си́тниково — село в Баевском районе Алтайского края России. Административный центр и единственный населённый пункт Ситниковского сельсовета.

## География
Село находится в северо-западной части Алтайского края, в лесостепной приобской зоне, к северу от озёр Телеутское, Ситниково, Ситничёнок и Черемошное, на расстоянии примерно 17 км (по прямой) к юго-востоку от села Баево, административного центра района.

### Климат
Средняя температура января составляет −18,7 °C, июля — +19,4 °C. Годовое количество осадков — 330 мм.

## История
Основан в 1903 году. В 1928 году в посёлке функционировали школа и лавка общества потребителей, имелось 285 хозяйств, проживало 1486 человек (в основном — украинцы). В административном отношении являлся центром сельсовета Баевского района Каменского округа Сибирского края.

## Население
| 1926  | 1997  | 1998  | 1999  | 2000  | 2001  | 2002  |
| ----- | ----- | ----- | ----- | ----- | ----- | ----- |
| 1486  | ↘1093 | ↘1086 | ↘1058 | ↘1031 | ↘1028 | ↘1007 |
| 2003  | 2004  | 2005  | 2006  | 2007  | 2008  | 2009  |
| ↘1005 | ↘1002 | ↘940  | ↘902  | ↘889  | ↘853  | ↘824  |
| 2010  | 2011  | 2012  | 2013  | 2014  | 2015  | 2016  |
| ↘768  | ↘764  | ↘754  | ↘725  | ↘710  | ↘679  | ↘676  |
| 2017  | 2018  | 2019  | 2020  | 2021  |       |       |
| ↗677  | ↘660  | ↘636  | ↘606  | ↘590  |       |       |

### Половой состав
Согласно результатам переписи 2002 года, в национальной структуре населения русские составляли 91 %.

## Улицы
| - ул. 40 лет Октября, - ул. Ленинградская, - ул. Набережная, - ул. Новая, | - ул. Почтовая, - ул. Садовая, - ул. Целинная. |

## Инфраструктура
В селе функционирует средняя общеобразовательная школа.